# Boloria epithore
Boloria epithore är en fjärilsart som beskrevs av Edwards 1864. Boloria epithore ingår i släktet Boloria och familjen praktfjärilar. Inga underarter finns listade i Catalogue of Life.

## Bildgalleri

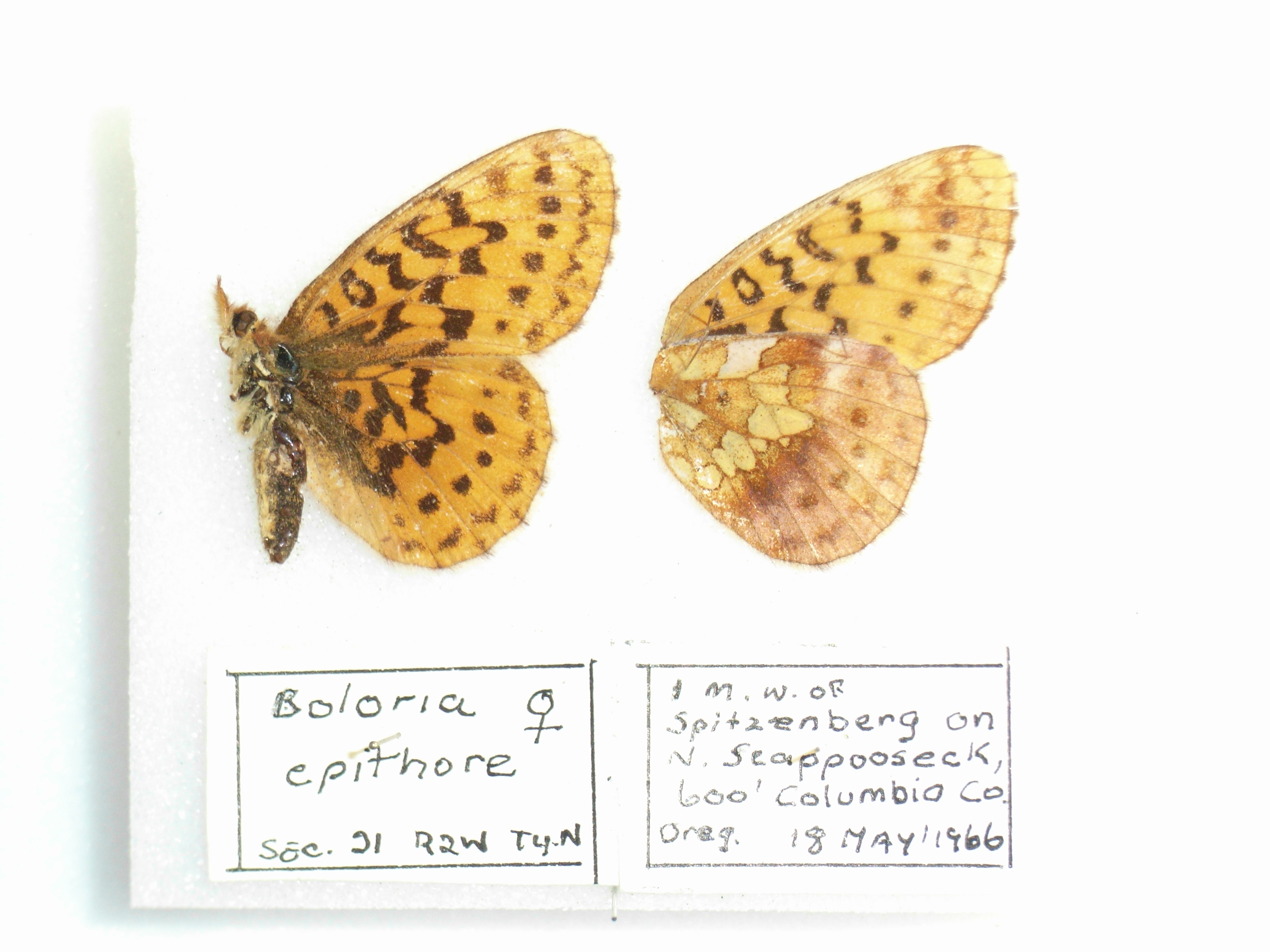